# 希爾奇奇納
48°54′35″N 26°56′16″E / 48.90972°N 26.93778°E
希爾奇奇納（羅馬化：Hirchychna）是位於烏克蘭西部赫梅利尼茨基州卡緬涅茨-波多利斯基區杜納伊夫齊市鎮的村莊，面積2.78平方公里，海拔高度264米，2001年人口733、2025年人口508。